# Casa Terni-Smolars
La Casa Terni-Smolars è uno storico edificio liberty della città di Trieste in Italia.

## Storia
Il palazzo progettato nel 1906 dall’architetto Romeo Depaoli su commissione del cavaliere Augusto Terni. L'edificio prese il nome attuale in seguito all'apertura al piano terra del palazzo della cartoleria Smolars, fondata da Costanza Carniel Smolars.
Nel 1970 il palazzo venne sottoposto ad una ristrutturazione degli ambienti interni su progetto degli architetti Giampaolo Batoli e Claudio Visintini. Tra il 1994 e il 1995, invece, fu Enrico Colosimo a curare l'intervento di pulizia e restauro dell'apparato lapideo delle facciate su via San Nicolò e via Dante Alighieri.

## Descrizione

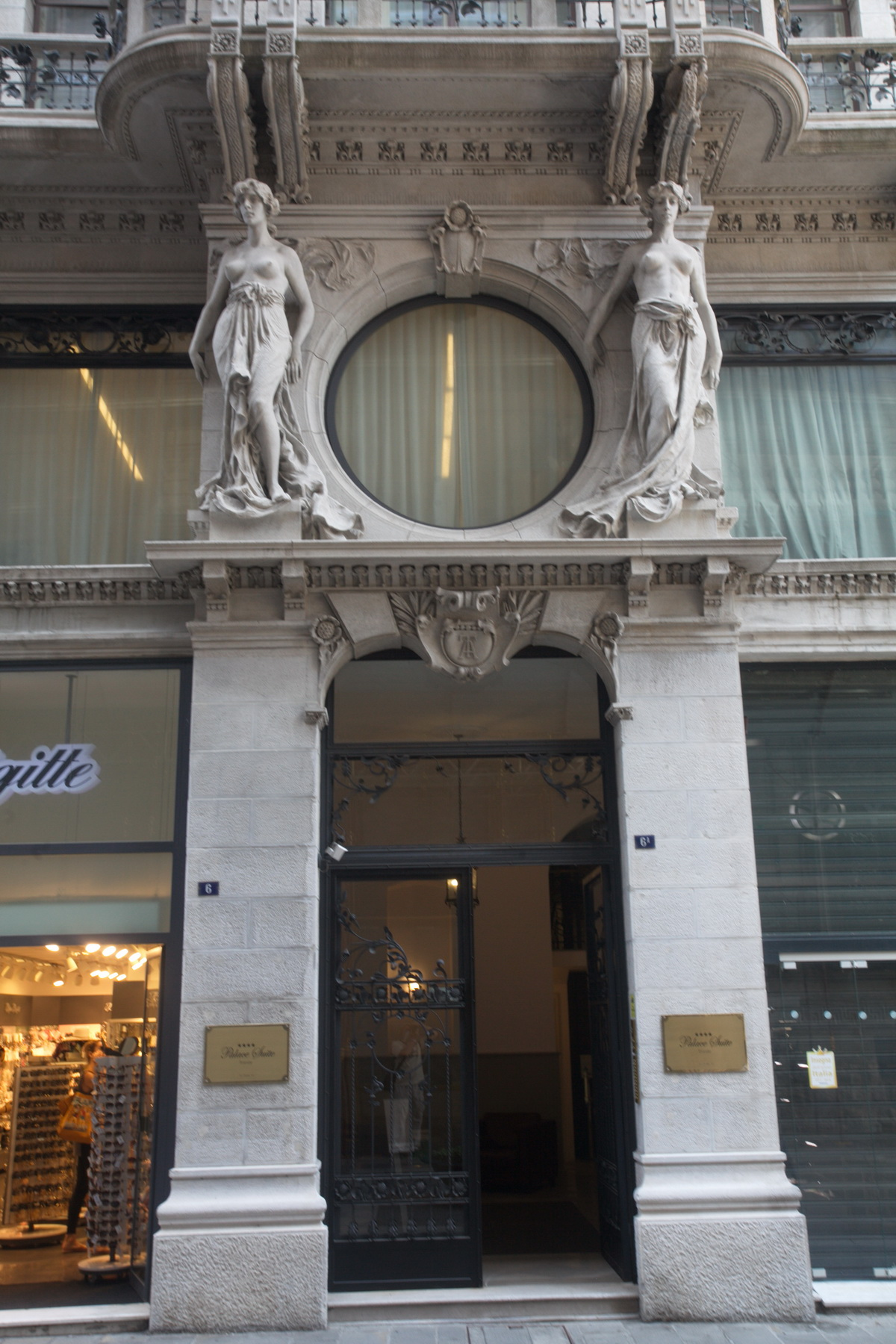
L'ingresso con il finestrone circolare

Il palazzo, che occupa un lotto esposto su tre lati, è composto da tre corpi distinti, uno centrale, leggermente rientrante, e due laterali. La facciata è animata da un continuo alternarsi di corpi rientranti e sporgenti, colonnine e terrazzini, lesene e paraste, che insieme compongono l'esuberante e plastico apparato decorativo del palazzo. Rappresenta uno dei più celebri esempi di liberty triestino.
Il piano terreno e il mezzanino, a destinazione commerciale, sono caratterizzati dalla presenza di grandi vetrate, ispirate a quelle dei progetti di Max Fabiani. Al di sopra dell’ingresso principale si apre un grande un finestrone circolare decorato lateralmente da due statue di figure femminili, opera di Romeo Rathmann, autore anche dei gruppi scultorei che ornano il tetto. Le finestre del primo e del secondo piano sono coronate da archetti ribassati. Sempre al primo piano si inseriscono due balconate angolari che portano ulteriore movimento alle facciate. Le aperture del terzo piano, con arco a tutto sesto, si affacciano su poggioli decorati da ringhiere in ferro battuto a motivi floreali. L’ultimo piano del palazzo, infine, è caratterizzato dalla presenza di un loggiato pensile perimetrale, sormontato da un cornicione sporgente culminante ai lati in due cupole.